# Canton d'Auxi-le-Château
Le canton d'Auxi-le-Château est une circonscription électorale française située dans le département du Pas-de-Calais et la région Hauts-de-France.

## Géographie

Le Canton d'Auxi-le-Château dans l'arrondissement d'Arras

Ce canton est organisé autour d'Auxi-le-Château dans l'arrondissement d'Arras. Son altitude varie de 17 m (Tollent) à 156 m (Canteleux) pour une altitude moyenne de 86 m.

## Histoire
De 1833 à 1848, les cantons d'Auxy et du Parcq avaient le même conseiller général. Le nombre de conseillers généraux était limité à 30 par département.
À la suite du redécoupage cantonal de 2014, les limites territoriales du canton sont remaniées. Le nombre de communes du canton passe de 26 à 84.

## Représentation

### Conseillers d'arrondissement (de 1833 à 1940)
Le canton d'Auxi-le-Château appartenait à l'arrondissement de Saint-Pol jusqu'à sa disparition en 1926.
Le canton d'Auxi avait deux conseillers d'arrondissement jusqu'en 1928.
| Période                                  | Période      | Identité                              | Étiquette           | Qualité |
| ---------------------------------------- | ------------ | ------------------------------------- | ------------------- | --- |
| 1833                                     |              | Désiré Manases Deslaviers (1777-1838) |                     | Maire de Ligny-sur-Canche                                                                                   |
| 1833                                     |              | Adrien Thérouanne                     |                     | Propriétaire à Quœux                                                                                        |
|                                          |              |                                       |                     | |
| 1886                                     | 1892         | Charlemagne Boitel (1843-1894)        |                     | Cultivateur, maire de Rougefay                                                                              |
| 1886                                     | 1922         | François Landry                       | Républicain radical | Adjoint au maire de Ligny-sur-Canche                                                                        |
| 1892                                     | 1898         | Pierre Dercourt                       | Républicain         | Brasseur, maire d'Auxi-le-Château, suppléant du juge de paix                                                |
|                                          |              |                                       |                     | |
| 1910                                     | 1922         | Gustave Coquidé                       | Républicain radical | Médecin à Givenchy-en-Gohelle                                                                               |
| 1922                                     | 1928         | Gustave Maincourt                     | Républicain         | Maire d'Auxi-le-Château                                                                                     |
| 1922                                     | 1928         | Henri Pruvost                         | Républicain         | Industriel, maire de Frévent                                                                                |
| 1928                                     | 1935 (décès) | Joseph Carton                         | Union nationale     | Cultivateur à Auxi-le-Château                                                                               |
| 17 mars 1935                             | 1940         | Etienne Devulder                      | Rad.ind.            | Vétérinaire, adjoint au maire d'Auxi-le-Château                                                             |
| 1940                                     |              |                                       |                     | Les conseils d'arrondissement ont été suspendus par la loi du 12 octobre 1940 et n'ont jamais été réactivés |
| Les données manquantes sont à compléter. |              |                                       |                     | |

### Conseillers généraux de 1833 à 2015
| Période | Période          | Identité                                    | Étiquette             | Qualité                                                                            |
| ------- | ---------------- | ------------------------------------------- | --------------------- | ---------------------------------------------------------------------------------- |
| 1833    | 1839             | Louis Wallart                               |                       | Maire d'Auxy-le-Château                                                            |
| 1839    | 1848             | René Piéron                                 | Opposition dynastique | Député (1834-1849) Magistrat Président du Conseil Général (1848)                   |
| 1848    | 1870             | Gustave Deslaviers                          |                       | Ancien notaire et minotier Maire d'Auxi-le-Château                                 |
| 1870    | 1871             | Nicolas Jules Désiré Beaussart              | Républicain           | Notaire à Auxi-le-Château                                                          |
| 1871    | 1877             | Baron Auguste de Fourment                   | Bonapartiste          | Manufacturier Maire de Frévent Député de la Somme (1867-1870)                      |
| 1877    | 1890 (démission) | Jules Beaussart (fils de Nicolas Beaussart) | Républicain           | Notaire Maire d'Auxi-le-Château                                                    |
| 1890    | 1907             | Edmond Pétain                               | Républicain           | Propriétaire à Erquières                                                           |
| 1907    | 1913             | Henri Lardemer                              | Rad.                  | Propriétaire à Auxi-le-Château                                                     |
| 1913    | 1940             | Georges Harduin                             | RG                    | Agriculteur-éleveur Maire de Bonnières                                             |
|         |                  |                                             |                       |                                                                                    |
| 1945    | 1950 (décès)     | César Bernard                               | SFIO                  | Instituteur Maire de Frévent Député (1919-1928)                                    |
| 1950    | 1976             | Etienne Devulder                            | CNIP                  | Vétérinaire Maire d'Auxi-le-Château, ancien conseiller d'arrondissement            |
| 1976    | 2008             | Roger Pruvost                               | DVD puis UDF-Rad.     | Médecin généraliste Maire de Frévent (1971-2008) Suppléant du député Léonce Deprez |
| 2008    | 2015             | Henri Dejonghe                              | PS                    | Enseignant puis Cadre (retraité) Maire d'Auxi-le-Château                           |

### Représentation à partir de 2015
| Période élective | Période élective | Mandat | Mandat           | Identité        | Nuance | Nuance | Qualité |
| ---------------- | ---------------- | ------ | ---------------- | --------------- | ------ | ------ | --- |
| 2015             | 2021             | 2015   | 2021             | Florence Barbry |        | DVD    | Membre de la commission permanente |
| 2015             | 2021             | 2015   | 2020 (démission) | Robert Therry   |        | LR     | Agriculteur retraité Député de la 4e circonscription du Pas-de-Calais (2020-2022) Ancien conseiller général du canton de Hesdin (2008-2015) |
| 2015             | 2021             | 2020   | 2021             | Étienne Périn   |        | DVD    | Agriculteur Maire de Maisoncelle |
| 2021             | 2028             | 2021   | en cours         | Aline Guilluy   |        | DVD    | Infirmière Conseillère municipale d'Auxi-le-Château                                                                                         |
| 2021             | 2028             | 2021   | en cours         | Etienne Perin   |        | DVD    | Conseiller sortant |

### Résultats détaillés

#### Élections de mars 2015
À l'issue du 1er tour des élections départementales de 2015, trois binômes sont en ballottage : Florence Barbry et Robert Therry (DVD, 40,69 %), Sylviane Delory et Franck-Michel Dupire (FN, 31,12 %) et Henri Dejonghe et Muriel Gaudré (PS, 28,19 %). Le taux de participation est de 58,49 % (15 606 votants sur 26 680 inscrits) contre 51,81 % au niveau départemental et 50,17 % au niveau national.
Au second tour, Florence Barbry et Robert Therry (DVD) sont élus avec 43,52 % des suffrages exprimés et un taux de participation de 58,35 % (6 515 voix pour 15 567 votants et 26 679 inscrits).

#### Élections de juin 2021
Le premier tour des élections départementales de 2021 est marqué par un très faible taux de participation (33,26 % au niveau national). Dans le canton d'Auxi-le-Château, ce taux de participation est de 41,57 % (10 967 votants sur 26 383 inscrits) contre 35,19 % au niveau départemental. À l'issue de ce premier tour, deux binômes sont en ballottage : Aline Guilluy et Etienne Perin (DVD, 42,98 %) et Valérie Delhomez et Daniel Melin (Divers, 29,57 %).
Le second tour des élections est marqué une nouvelle fois par une abstention massive équivalente au premier tour. Les taux de participation sont de 34,36 % au niveau national, 34,96 % dans le département et 41,26 % dans le canton d'Auxi-le-Château. Aline Guilluy et Etienne Perin (DVD) sont élus avec 59,62 % des suffrages exprimés (5 787 voix pour 10 886 votants et 26 383 inscrits),,. 

## Composition

### Composition avant 2015
Le canton d'Auxi-le-Château regroupait 26 communes.
| Nom                         | Code Insee | Codepostal | Superficie (km2) | Population (dernière pop. légale) | Densité (hab./km2) |
| --------------------------- | ---------- | ---------- | ---------------- | --------------------------------- | ------------------ |
| Auxi-le-Château (chef-lieu) | 62060      | 62390      | 27,08            | 2 829 (2012)                      | 104                |
| Aubrometz                   | 62047      | 62390      | 2,72             | 144 (2012)                        | 53                 |
| Boffles                     | 62143      | 62390      | 3,27             | 48 (2012)                         | 15                 |
| Bonnières                   | 62154      | 62270      | 27,16            | 650 (2012)                        | 24                 |
| Boubers-sur-Canche          | 62158      | 62270      | 9,23             | 607 (2012)                        | 66                 |
| Bouret-sur-Canche           | 62163      | 62270      | 4,87             | 244 (2012)                        | 50                 |
| Buire-au-Bois               | 62182      | 62390      | 11,81            | 219 (2012)                        | 19                 |
| Canteleux                   | 62210      | 62270      | 3,40             | 16 (2012)                         | 4,7                |
| Conchy-sur-Canche           | 62234      | 62270      | 9,83             | 192 (2012)                        | 20                 |
| Fontaine-l'Étalon           | 62345      | 62390      | 3,98             | 123 (2012)                        | 31                 |
| Fortel-en-Artois            | 62346      | 62270      | 5,89             | 222 (2012)                        | 38                 |
| Frévent                     | 62361      | 62270      | 15,23            | 3 702 (2012)                      | 243                |
| Gennes-Ivergny              | 62370      | 62390      | 10,98            | 127 (2012)                        | 12                 |
| Haravesnes                  | 62411      | 62390      | 2,40             | 49 (2012)                         | 20                 |
| Ligny-sur-Canche            | 62513      | 62270      | 7,17             | 187 (2012)                        | 26                 |
| Monchel-sur-Canche          | 62577      | 62270      | 5,06             | 96 (2012)                         | 19                 |
| Nœux-lès-Auxi               | 62616      | 62390      | 6,26             | 170 (2012)                        | 27                 |
| Le Ponchel                  | 62665      | 62390      | 4,68             | 220 (2012)                        | 47                 |
| Quœux-Haut-Maînil           | 62683      | 62390      | 12,01            | 246 (2012)                        | 20                 |
| Rougefay                    | 62722      | 62390      | 3,86             | 89 (2012)                         | 23                 |
| Tollent                     | 62822      | 62390      | 4,31             | 92 (2012)                         | 21                 |
| Vacquerie-le-Boucq          | 62833      | 62270      | 3,30             | 88 (2012)                         | 27                 |
| Vaulx                       | 62838      | 62390      | 4,92             | 91 (2012)                         | 18                 |
| Villers-l'Hôpital           | 62859      | 62390      | 8,40             | 263 (2012)                        | 31                 |
| Beauvoir-Wavans             | 62881      | 62390      | 9,49             | 392 (2012)                        | 41                 |
| Willencourt                 | 62891      | 62390      | 2,45             | 142 (2012)                        | 58                 |

### Composition depuis 2015
Le nouveau canton d'Auxi-le-Château comprend 84 communes entières.
| Nom                                     | Code Insee | Intercommunalité | Superficie (km2) | Population (dernière pop. légale) | Densité (hab./km2) | Modifier                                    |
| --------------------------------------- | ---------- | ---------------- | ---------------- | --------------------------------- | ------------------ | ------------------------------------------- |
| Auxi-le-Château (bureau centralisateur) | 62060      | CC du Ternois    | 27,08            | 2 549 (2022)                      | 94                 | modifier les données · modifier les données |
| Aix-en-Issart                           | 62018      | CC des 7 Vallées | 10,10            | 267 (2022)                        | 26                 | modifier les données · modifier les données |
| Aubin-Saint-Vaast                       | 62046      | CC des 7 Vallées | 6,70             | 735 (2022)                        | 110                | modifier les données · modifier les données |
| Auchy-lès-Hesdin                        | 62050      | CC des 7 Vallées | 9,61             | 1 517 (2022)                      | 158                | modifier les données · modifier les données |
| Azincourt                               | 62069      | CC des 7 Vallées | 8,46             | 304 (2022)                        | 36                 | modifier les données · modifier les données |
| Béalencourt                             | 62090      | CC des 7 Vallées | 7,31             | 133 (2022)                        | 18                 | modifier les données · modifier les données |
| Beaurainville                           | 62100      | CC des 7 Vallées | 13,09            | 2 028 (2022)                      | 155                | modifier les données · modifier les données |
| Beauvoir-Wavans                         | 62881      | CC du Ternois    | 9,49             | 363 (2022)                        | 38                 | modifier les données · modifier les données |
| Blangy-sur-Ternoise                     | 62138      | CC des 7 Vallées | 11,61            | 700 (2022)                        | 60                 | modifier les données · modifier les données |
| Blingel                                 | 62142      | CC des 7 Vallées | 3,17             | 159 (2022)                        | 50                 | modifier les données · modifier les données |
| Boffles                                 | 62143      | CC du Ternois    | 3,27             | 47 (2022)                         | 14                 | modifier les données · modifier les données |
| Boisjean                                | 62150      | CC des 7 Vallées | 12,74            | 513 (2022)                        | 40                 | modifier les données · modifier les données |
| Boubers-lès-Hesmond                     | 62157      | CC des 7 Vallées | 1,74             | 70 (2022)                         | 40                 | modifier les données · modifier les données |
| Bouin-Plumoison                         | 62661      | CC des 7 Vallées | 6,22             | 511 (2022)                        | 82                 | modifier les données · modifier les données |
| Brévillers                              | 62175      | CC des 7 Vallées | 3,03             | 157 (2022)                        | 52                 | modifier les données · modifier les données |
| Brimeux                                 | 62177      | CC des 7 Vallées | 10,68            | 872 (2022)                        | 82                 | modifier les données · modifier les données |
| Buire-au-Bois                           | 62182      | CC du Ternois    | 11,81            | 238 (2022)                        | 20                 | modifier les données · modifier les données |
| Buire-le-Sec                            | 62183      | CC des 7 Vallées | 13,36            | 752 (2022)                        | 56                 | modifier les données · modifier les données |
| Campagne-lès-Hesdin                     | 62204      | CC des 7 Vallées | 15,64            | 1 944 (2022)                      | 124                | modifier les données · modifier les données |
| Capelle-lès-Hesdin                      | 62212      | CC des 7 Vallées | 5,56             | 491 (2022)                        | 88                 | modifier les données · modifier les données |
| Caumont                                 | 62219      | CC des 7 Vallées | 9,44             | 153 (2022)                        | 16                 | modifier les données · modifier les données |
| Cavron-Saint-Martin                     | 62220      | CC des 7 Vallées | 11,86            | 432 (2022)                        | 36                 | modifier les données · modifier les données |
| Chériennes                              | 62222      | CC des 7 Vallées | 4,65             | 169 (2022)                        | 36                 | modifier les données · modifier les données |
| Contes                                  | 62236      | CC des 7 Vallées | 7,15             | 349 (2022)                        | 49                 | modifier les données · modifier les données |
| Douriez                                 | 62275      | CC des 7 Vallées | 8,84             | 291 (2022)                        | 33                 | modifier les données · modifier les données |
| Éclimeux                                | 62282      | CC des 7 Vallées | 6,03             | 180 (2022)                        | 30                 | modifier les données · modifier les données |
| Fillièvres                              | 62335      | CC des 7 Vallées | 20,43            | 512 (2022)                        | 25                 | modifier les données · modifier les données |
| Fontaine-l'Étalon                       | 62345      | CC du Ternois    | 3,98             | 94 (2022)                         | 24                 | modifier les données · modifier les données |
| Fresnoy                                 | 62357      | CC des 7 Vallées | 2,40             | 65 (2022)                         | 27                 | modifier les données · modifier les données |
| Galametz                                | 62365      | CC des 7 Vallées | 4,27             | 203 (2022)                        | 48                 | modifier les données · modifier les données |
| Gennes-Ivergny                          | 62370      | CC du Ternois    | 10,98            | 123 (2022)                        | 11                 | modifier les données · modifier les données |
| Gouy-Saint-André                        | 62382      | CC des 7 Vallées | 13,34            | 661 (2022)                        | 50                 | modifier les données · modifier les données |
| Grigny                                  | 62388      | CC des 7 Vallées | 2,14             | 292 (2022)                        | 136                | modifier les données · modifier les données |
| Guigny                                  | 62395      | CC des 7 Vallées | 3,60             | 143 (2022)                        | 40                 | modifier les données · modifier les données |
| Guisy                                   | 62398      | CC des 7 Vallées | 1,16             | 273 (2022)                        | 235                | modifier les données · modifier les données |
| Haravesnes                              | 62411      | CC du Ternois    | 2,40             | 52 (2022)                         | 22                 | modifier les données · modifier les données |
| Hesdin-la-Forêt                         | 62447      | CC des 7 Vallées | 21,26            | 4 494 (2022)                      | 211                | modifier les données · modifier les données |
| Hesmond                                 | 62449      | CC des 7 Vallées | 8,27             | 164 (2022)                        | 20                 | modifier les données · modifier les données |
| Incourt                                 | 62470      | CC des 7 Vallées | 1,82             | 90 (2022)                         | 49                 | modifier les données · modifier les données |
| Labroye                                 | 62481      | CC des 7 Vallées | 8,15             | 143 (2022)                        | 18                 | modifier les données · modifier les données |
| Lespinoy                                | 62501      | CC des 7 Vallées | 3,96             | 243 (2022)                        | 61                 | modifier les données · modifier les données |
| La Loge                                 | 62521      | CC des 7 Vallées | 0,68             | 218 (2022)                        | 321                | modifier les données · modifier les données |
| Loison-sur-Créquoise                    | 62522      | CC des 7 Vallées | 9,07             | 261 (2022)                        | 29                 | modifier les données · modifier les données |
| Maintenay                               | 62538      | CC des 7 Vallées | 12,11            | 453 (2022)                        | 37                 | modifier les données · modifier les données |
| Maisoncelle                             | 62541      | CC des 7 Vallées | 4,30             | 121 (2022)                        | 28                 | modifier les données · modifier les données |
| Marant                                  | 62547      | CC des 7 Vallées | 3,88             | 69 (2022)                         | 18                 | modifier les données · modifier les données |
| Marconnelle                             | 62550      | CC des 7 Vallées | 5,55             | 1 076 (2022)                      | 194                | modifier les données · modifier les données |
| Marenla                                 | 62551      | CC des 7 Vallées | 10,04            | 264 (2022)                        | 26                 | modifier les données · modifier les données |
| Maresquel-Ecquemicourt                  | 62552      | CC des 7 Vallées | 7,89             | 1 054 (2022)                      | 134                | modifier les données · modifier les données |
| Marles-sur-Canche                       | 62556      | CC des 7 Vallées | 5,10             | 313 (2022)                        | 61                 | modifier les données · modifier les données |
| Mouriez                                 | 62596      | CC des 7 Vallées | 15,72            | 238 (2022)                        | 15                 | modifier les données · modifier les données |
| Neulette                                | 62605      | CC des 7 Vallées | 1,36             | 22 (2022)                         | 16                 | modifier les données · modifier les données |
| Nœux-lès-Auxi                           | 62616      | CC du Ternois    | 6,26             | 185 (2022)                        | 30                 | modifier les données · modifier les données |
| Noyelles-lès-Humières                   | 62625      | CC des 7 Vallées | 1,16             | 57 (2022)                         | 49                 | modifier les données · modifier les données |
| Offin                                   | 62635      | CC des 7 Vallées | 5,29             | 203 (2022)                        | 38                 | modifier les données · modifier les données |
| Le Parcq                                | 62647      | CC des 7 Vallées | 9,27             | 717 (2022)                        | 77                 | modifier les données · modifier les données |
| Le Ponchel                              | 62665      | CC du Ternois    | 4,68             | 212 (2022)                        | 45                 | modifier les données · modifier les données |
| Le Quesnoy-en-Artois                    | 62677      | CC des 7 Vallées | 7,92             | 325 (2022)                        | 41                 | modifier les données · modifier les données |
| Quœux-Haut-Maînil                       | 62683      | CC du Ternois    | 12,01            | 215 (2022)                        | 18                 | modifier les données · modifier les données |
| Raye-sur-Authie                         | 62690      | CC des 7 Vallées | 5,89             | 228 (2022)                        | 39                 | modifier les données · modifier les données |
| Regnauville                             | 62700      | CC des 7 Vallées | 4,17             | 210 (2022)                        | 50                 | modifier les données · modifier les données |
| Rollancourt                             | 62719      | CC des 7 Vallées | 11,59            | 273 (2022)                        | 24                 | modifier les données · modifier les données |
| Rougefay                                | 62722      | CC du Ternois    | 3,86             | 89 (2022)                         | 23                 | modifier les données · modifier les données |
| Roussent                                | 62723      | CC des 7 Vallées | 5,04             | 247 (2022)                        | 49                 | modifier les données · modifier les données |
| Saint-Denœux                            | 62745      | CC des 7 Vallées | 4,03             | 171 (2022)                        | 42                 | modifier les données · modifier les données |
| Saint-Georges                           | 62749      | CC des 7 Vallées | 9,69             | 325 (2022)                        | 34                 | modifier les données · modifier les données |
| Saint-Rémy-au-Bois                      | 62768      | CC des 7 Vallées | 4,05             | 106 (2022)                        | 26                 | modifier les données · modifier les données |
| Saulchoy                                | 62783      | CC des 7 Vallées | 5,29             | 322 (2022)                        | 61                 | modifier les données · modifier les données |
| Sempy                                   | 62787      | CC des 7 Vallées | 8,00             | 326 (2022)                        | 41                 | modifier les données · modifier les données |
| Tollent                                 | 62822      | CC du Ternois    | 4,31             | 86 (2022)                         | 20                 | modifier les données · modifier les données |
| Tortefontaine                           | 62824      | CC des 7 Vallées | 11,81            | 232 (2022)                        | 20                 | modifier les données · modifier les données |
| Tramecourt                              | 62828      | CC des 7 Vallées | 2,22             | 55 (2022)                         | 25                 | modifier les données · modifier les données |
| Vacqueriette-Erquières                  | 62834      | CC des 7 Vallées | 5,94             | 249 (2022)                        | 42                 | modifier les données · modifier les données |
| Vaulx                                   | 62838      | CC du Ternois    | 4,92             | 94 (2022)                         | 19                 | modifier les données · modifier les données |
| Vieil-Hesdin                            | 62850      | CC des 7 Vallées | 9,82             | 343 (2022)                        | 35                 | modifier les données · modifier les données |
| Villers-l'Hôpital                       | 62859      | CC du Ternois    | 8,40             | 257 (2022)                        | 31                 | modifier les données · modifier les données |
| Wail                                    | 62868      | CC des 7 Vallées | 9,15             | 253 (2022)                        | 28                 | modifier les données · modifier les données |
| Wambercourt                             | 62871      | CC des 7 Vallées | 6,06             | 260 (2022)                        | 43                 | modifier les données · modifier les données |
| Wamin                                   | 62872      | CC des 7 Vallées | 7,20             | 242 (2022)                        | 34                 | modifier les données · modifier les données |
| Willeman                                | 62890      | CC des 7 Vallées | 10,17            | 182 (2022)                        | 18                 | modifier les données · modifier les données |
| Willencourt                             | 62891      | CC du Ternois    | 2,45             | 138 (2022)                        | 56                 | modifier les données · modifier les données |
| Canton d'Auxi-le-Château                | 6206       |                  | 613,15           | 34 167 (2022)                     | 56                 | modifier les données                        |

## Démographie

### Démographie avant 2015
| 1962   | 1968   | 1975   | 1982   | 1990   | 1999   | 2006   | 2011   | 2012   |
| ------ | ------ | ------ | ------ | ------ | ------ | ------ | ------ | ------ |
| 13 136 | 12 921 | 12 559 | 12 275 | 11 891 | 11 596 | 11 378 | 11 335 | 11 248 |

### Démographie depuis 2015
En 2022, le canton comptait 34 167 habitants, en évolution de −1,48 % par rapport à 2016 (Pas-de-Calais : −0,72 %, France hors Mayotte : +2,11 %).
| 2013   | 2018   | 2022   |
| ------ | ------ | ------ |
| 34 709 | 34 500 | 34 167 |